# Angelo Lo Jacono
Pour les articles homonymes, voir Jacono.
Angelo Lo Jacono (Paternò, 1838, ibidem, 29 décembre 1898) est un écrivain italien.

## Biographie
Angelo Lo Jacono étudie au séminaire de Catane, mais il se consacre à la littérature plus tard.
De retour à sa ville natale, il travaille comme avocat et écrit des essais, des histoires et des poèmes. Il fit la traduction italienne des Géorgiques de Virgile, et travailla pour la publication agraire L'agricoltore calabro-siculo.

## Œuvres
- Miscellanea Letteraria - Catane, Tipografia dell' Ateneo Siculo (1862)
- Le Georgiche di Virgilio tradotte in versi italiani - Catane (1863)
- Emmanuelide - Catane, Pastore (1879)

## Prix et récompenses
- Ordre de la Couronne d'Italie